# Saint-Yrieix-les-Bois
 Saint-Yrieix-les-Bois  es una comuna (municipio) de Francia, en la región de Lemosín, departamento de Creuse, en el distrito de Guéret y cantón de Ahun.
Su población en el censo de 1999 era de 311 habitantes.
Está integrada en la Communauté de communes du Pays du Creuse Thaurion Gartempe.

## Demografía
| 332 | 385 | 338 | 307 | 326 | 311 |
| Para los censos de 1962 a 1999 la población legal corresponde a la población sin duplicidades (Fuente: INSEE [Consultar]) |     |     |     |     |     |